# Антена Броварського радіопередавального центру
Броварська радіощогла — розтяжна радіопередавальна щогла типу АРРС у Броварах, побудована в 1972 році як «глушилка». Її висота 259,6 м. 
Вежа була одинадцятою за висотою спорудою України станом на 2013 рік. Існувала до жовтня 2013 року.

## Історія експлуатації
Спершу на вежу був встановлений передавач «Бурей» з потужністю 150 кВт. Щогла замінила стару вежу і передавач РВ-87, та маючи вдвічи більшу потужність та сучаснішу антену, значно збільшила покриття території України радіомовленням. 

Кільце радіовежі

Через рік, на резервній площі було встановлено короткохвильовий передавач типу «Грім-ЕТ», а в 1983 році — запрацював передавач типу «ПКВ-100».
Демонтована в жовтні 2013 року.

## Використання
В останні роки свого існування вежа передавала в ефір Радіо «Промінь» (549 кГц) — передавач «Шторм» 150 кВт, а ще раніше використовувалась для ДХ мовлення 1-го каналу НРУ (частота 207 кГц). Останнє мовлення було припинено 1 січня 2013 року.